# Assemblea Nacional de la República Srpska
L'Assemblea Nacional de la República Srpska (serbi: Народна скупштина Републике Српске / Narodna skupština Republike Srpske) és l'òrgan legislatiu de la República Srpska (oficialment: República Sèrbia), una de les dues entitats que comprèn l'estat sobirà de Bòsnia i Hercegovina. L'actual Assemblea és la desena des de la fundació de l'entitat. Té 83 escons i la seu és a Banja Luka.
Els 83 diputats de l'Assemblea Nacional de la República Srpska són elegits per sufragi universal i proporcional per a un període de 4 anys. 62 diputats són elegits en sis districtes electorals mentre que 21 són elegits a nivell de la República per assegurar una major proporcionalitat.

## Història
- Primera Assemblea (del 24 d'octubre de 1991 fins al 14 de setembre 14 de 1996)
- Segona Assemblea (del 19 d'octubre de 1996 fins al desembre 27 de 1997) (elegida a les eleccions del 4 de setembre de 1996)
- Tercera Assemblea (del 27 de desembre de 1997 fins al 19 d'octubre 19 de 1998) (elegida a les Eleccions del 14 de setembre de 1997)
- Quarta Assemblea (del 19 d'octubre de 1998 fins fins al 16 de desembre de 2000) (eleigia a les Eleccions del 13 de setembre de 1998)
- Cinquena Assemblea (del 16 de desembre de 2000 fins al 28 novembre de 2002) (elegida a les Eleccions de l'11 de setembre de 2000)
- Sisena Assemblea (del 28 de novembre de 2002 fins al primer d'octubre de 2006) (elegia a les Eleccions del 5 d'octubre de 2002)
- Setena Assemblea (del primer d'octubre de 2006 fins al 15 de novembre de 2010)(elegida a les Eleccions del primer d'octubre de 2006)
- Vuitena Assemblea (del 15 de novembre de 2010 al 24 novembre del 2014) (elegida a les eleccions del 3 d'octubre de 2010)
- Novena Assemblea (del 24 novembre del 2014 al 28 de novembre de 2018) (elegida a les eleccions del 12 Octubre 2014)
- Desena Assemblea (del 28 de novembre en l'actualitat) (elegida a les eleccions del 7 d'octubre de 2018)

## Composició actual
| Partit                           | Vots    | %     | Escons  | Escons                              | Escons | Escons               |
| Partit                           | Vots    | %     | Directe | Compensatori (Circumscripció única) | Total  | +/–                  |
| -------------------------------- | ------- | ----- | ------- | ----------------------------------- | ------ | -------------------- |
| SNSD                             | 218,203 | 31.87 | 24      | 4                                   | 28     | –1                   |
| SDS-SRS RS-SRS                   | 123,515 | 18.04 | 13      | 3                                   | 16     | –8                   |
| DNS                              | 98,851  | 14.44 | 11      | 1                                   | 12     | +4                   |
| PDP                              | 69,948  | 10.22 | 5       | 4                                   | 9      | +2                   |
| Partit Socialista                | 56,106  | 8.19  | 6       | 1                                   | 7      | +2                   |
| Junts per BiH                    | 29,556  | 4.32  | 2       | 2                                   | 4      | primera participació |
| NDP–NS–SNS–Llibertat             | 28,183  | 4.12  | 1       | 3                                   | 4      | +4                   |
| Srpska Unida                     | 21,187  | 3.09  | 1       | 2                                   | 3      | primera participació |
| Font: Comissió Electoral Central |         |       |         |                                     |        |                      |